# Mabel and Fatty's Wash Day
Mabel and Fatty's Wash Day è un cortometraggio del 1915, diretto da Roscoe Arbuckle. 

## Trama
È giorno di bucato per entrambi il grosso Fatty e la sua vicina di casa, la bella Mabel: mentre i loro rispettivi consorti vogliono scansare la fatica di aiutare, i due si ritrovano all’esterno a stendere la biancheria, e familiarizzano.
Più avanti entrambe le coppie si recano al parco: la moglie di Fatty si assopisce su una panchina mentre lui le sta leggendo un libro, e, su una panchina poco distante, Mabel litiga col marito, che riprende ad essere assorbito dalla lettura del giornale. Mabel e Fatty si incontrano, e vanno insieme a sedersi ai tavolini di un bar. Accortosi di non avere denaro, così come Mabel, Fatty va a prendere la borsetta della moglie. Intanto il marito di Patty smette di leggere, e, non trovando la moglie accanto a lui, prende la sua borsetta, che era rimasta sulla panchina, e va alla ricerca di Mabel: quando passa davanti alla moglie di Fatty, questa si risveglia, e, vedendo l’uomo con una borsetta del tutto simile alla sua, fa intervenire due poliziotti.
Tutti si ritrovano al bar, e ne nasce una colluttazione.